# Двенадцатая ночь (фильм, 1996)
«Двенадцатая ночь» — киноверсия 1996 года пьесы «Двенадцатая ночь» Уильяма Шекспира. Режиссёр картины — Тревор Нанн. Действие фильма отнесено к началу XX века. Съёмки проходили в Корнуолле, к ним добавлены сцены, отснятые в Пэдстоу и Лэнхидроке, в Бодмине.

## Сюжет
Фильм рассказывает о похожих как две капли воды близнецах, Виоле и Себастиане, разлучённых кораблекрушением и выброшенных на берег в таинственной стране Иллирии. Каждый предполагает, что другой не спасся. Чтобы выжить в неизвестной местности, Виола выдаёт себя за брата. Себастиан, который выглядит настолько похожим, что их иногда путают с сестрой, вскоре попадает в положения с недоразумениями.

## В ролях
- Имоджен Стаббс — Виола
- Стивен Макинтош — Себастиан
- Николас Фаррелл — Антонио
- Сидни Ливингстон — капитан
- Бен Кингсли — Фесте
- Джеймс Уолкер — священник
- Хелена Бонэм Картер — Оливия
- Найджел Хоторн — Мальволио
- Мел Смит — сэр Тоби Белч
- Имельда Стонтон — Мария
- Тоби Стивенс — герцог Орсино
- Алан Митчелл — Валентин
- Питер Ганн — Фабиан
- Ричард Э. Грант — сэр Эндрю Эгьючик
- Тим Бентинк — первый офицер
- Род Калберстон — второй офицер
- Джеф Холл — садовник

## Критика
Фильм получил преимущественно положительные отзывы от кинокритиков.
На сайте Rotten Tomatoes фильм имеет рейтинг 76 %, основанный на 34 рецензиях критиков, со средней оценкой 7 из 10. Критический консенсус гласит: «Режиссёр Тревор Нанн совершает несколько сомнительных выборов, но его звёздный состав — в том числе Хелена Бонэм Картер, Бен Кингсли и Найджел Хоторн — более чем хороши в материале».
Джеймс Берардинелли пишет: «В «Двенадцатой ночи» режиссёра Тревор Нанн (Леди Джейн) следует по стопам Браны, адаптируя пьесу для экрана. Однако, хотя эта картина не имеет такого же уровня стиля или энергии, что проявляется во многом Ado About Nothing, хорошая игра и ясная интерпретация держат его на плаву». Берардинелли называет это «сплошным развлечением».